# Bret Bonanni
Bret Bonanni, född 20 januari 1994 i Newport Beach i Kalifornien, är en amerikansk vattenpolospelare. Han ingick i USA:s landslag i herrarnas turnering i vattenpolo vid olympiska sommarspelen 2016 i Rio de Janeiro där USA slutade på tionde plats.
Efter skoltiden vid Mater Dei High School i Santa Ana i Kalifornien studerade Bonanni vid Stanford University där han spelade för Stanford Cardinal. Han ingick i det amerikanska laget som tog guld vid panamerikanska spelen 2015.